# Westfriedhof (metrostation)
Westfriedhof is een metrostation in de wijk Moosach van de Duitse stad München. Het station werd geopend op 23 mei 1998 en wordt bediend door de lijnen U1 en U7 van de metro van München.
Het station is ontworpen door Fritz Auer en Carlo Weber. Het lichtontwerp is van Ingo Maurer.